# Tricyphona degenerata
Tricyphona (Tricyphona) degenerata là một loài ruồi trong họ Pediciidae. Chúng phân bố ở vùng sinh thái Nearctic.